# یونا تایرا
یونا تایرا (انگلیسی: Yuna Taira؛ زادهٔ ۱۲ نوامبر ۱۹۹۸) بازیگر اهل ژاپن است.